# Нокшир
Нокшир, тута, деминутив ноша (енгл. Chamber pot, фр. Pot de chambre, итал. pitale), ноћни суд, ноћна посуда у коју се врши физиолошка радња - „мала“ и „велика“ нужда. Мобилни клозет. Праве се од порцелана, метала, пластике, а у прошлости су били и богато украшавани.

## Поријекло ријечи
Ријеч нокшир потиче од нетачно изговаране ријечи "нахтгешир". Ова нетачно изговарана ријеч се временом усталила и легализовала у српском језику као исправна ријеч.

## Историјат
У античкој Грчкој још у 6. вијеку нове ере, као ноћне посуде коришћени су велики керамички судови. Били су познати под разним именима:ἀμίς(амис), οὐράνη (оуранē),οὐρητρίς (оурēтрис), за οὖρον("урин")), σκωραμίς(скōрамис), χερνίβιον (хернибион).
Затворени тоалети датирају из 19.вијека и били су у употреби све до средине 20.вијека.
Веће ноћне посуде и даље се употребљавају у земљама које још немају развијене унутрашње водоводне и канализациионе инсталације, као нпр. у руралним областима Кине.
У Сјеверној Америци и Уједињеном Краљевству, али и у многим земљама па и Србији, за нокшир се употребљава деминутив ноша, нарочито када се ради о ноћним посудама за дјецу.
Употребљава се на Филипинима и Кореји као собна ноћна посуда и нарочито је актуелна у зимским мјесецима да би се избјегла хладноћа.

## Ноше
- Античко дјечје седиште и ноћни суд, почетак 6. века п. н. е.
- Јапански ноћни суд
- Нокшир- ноша-ноћна посуда
- Дечији нокшир